# Salman Pak
Salman Pak är namnet på en bok som den franske islamologen Louis Massignon skrivit. Denna bok handlar om den första iranska muslimen Salman persern och hans prestationer efter att han blivit bekant med den islamiske profeten Muhammed. Massignon har nämnt fyra böcker som härstammar från Salman persern. En av de böckerna är Historian om Katholikos.